# Art mossàrab
L'art mossàrab neix a partir de la conquesta cristiana de territoris al nord de la península Ibèrica quan, a partir del segle ix, artistes mossàrabs procedents d'al-Àndalus s'hi desplaçaren. Portaven amb ells tècniques formals i estilístiques de les tradicions islàmiques pròpies d'aquelles terres i les reflectiren en les obres que, amb patrons preromànics i romànics, s'edificaven en aquells moments en les diferents nacions cristianes peninsulars.
L'interior de les esglésies té un aspecte oriental, ja que s'utilitzen arcs de ferradura i capitells que recorden l'art musulmà; l'església de San Miguel de Escalada (Lleó) n'és un bon exemple. També són característics de l'art mossàrab els beats, manuscrits religiosos amb il·lustracions molt belles, com el famós Beat de Liébana.
- Arc de ferradura amb aparell de plec de llibre, església de Sant Julià de Boada
- Patena d'argent amb bany d'or i inscripció del monestir de Valcavado (Palència), s. X. Conservat al Museu de la Vila Romana de la Olmeda (Saldaña)
- "La dona i el drac" de l'Apocalipsi, del beat d'Osma del Burgo de Osma (Sòria), ~1806